# Eilema khasiana
Eilema khasiana là một loài bướm đêm thuộc phân họ Arctiinae, họ Erebidae.